# ¿Y cómo salir del laberinto?
¿Y cómo salir del laberinto? es un documento coescrito por Hugo Chávez y el Movimiento Bolivariano Revolucionario (MBR-200), publicado en 1992, donde proponía una transición política democrática a la sociedad del país en aquel entonces que reemplazara al gobierno de Carlos Andrés Pérez y conformara una Asamblea Nacional Constituyente.
Chávez lo coescribió en julio mientras estaba arrestado en la cárcel de San Francisco de Yare por el reciente intento de golpe de Estado en contra del presidente Carlos Andrés Pérez, y fue publicado originalmente en El Correo Bolivariano.

## Contenido
El documento analiza la situación de Venezuela en 1992, análoga con un «laberinto», por lo cual se proponen una serie de pasos para salir de ésta:
1. Un «foro nacional» de todos los sectores del país en una Asamblea constituyente.
2. La renuncia o destitución del presidente (por referéndum si fuese necesario).
3. La articulación de un gobierno de emergencia (en vez de una presidencia provisional).
4. La adopción de medidas económicas.
5. Nuevas elecciones presidenciales.

## Firmantes
Fue firmado por participantes del movimiento Movimiento Bolivariano Revolucionario 200, entre esos:
- Hugo Chávez
- Diosdado Cabello
- Francisco Arias Cárdenas
- Ronald Blanco La Cruz
- Florencio Porras

## Efectos
El documento se publicó en el contexto de acusaciones de corrupción al presidente Carlos Andrés Pérez. Cuando sucedió el segundo intento de golpe de Estado, ese mismo año, los golpistas intentaron liberar a Chávez en vano.En 1994 fue indultado por el presidente Rafael Caldera como parte de un acuerdo político con sectores de izquierda y se dedicó a hacer política.
Chávez hizo referencia a «salir de este laberinto» en su discurso de asunción presidencial en 1999. La asamblea constituyente propuesta por él y su movimiento político se materializó ese año, siendo la primera desde 1952.